# The Sacramento Bee
The Sacramento Bee is een Amerikaans dagblad uit Sacramento (Californië). The Bee werd in 1857 opgericht en is tegenwoordig de grootste krant van Sacramento, de op vier na grootste krant van de staat Californië en de 27e van de Verenigde Staten. Ze wordt verspreid in de Sacramento Valley over een gebied dat zo'n 31.000 km² groot is. De oplage bedraagt 279.032 op weekdagen en 324.613 op zondag.
The Bee is het vlaggenschip van The McClatchy Company, dat ook The Modesto Bee en The Fresno Bee uitgeeft. De krant heeft in totaal vijf Pulitzerprijzen gewonnen.